# Uwe Schneider (Fußballspieler, 1960)
Uwe Schneider (* 26. November 1960) ist ein ehemaliger deutscher Fußballspieler. 1982 spielte er für die Betriebssportgemeinschaft (BSG) Chemie Böhlen in der DDR-Oberliga, der höchsten Spielklasse im DDR-Fußball.

## Sportliche Laufbahn
Insgesamt vier Spielzeiten verbrachte Uwe Schneider zwischen 1982 und 1990 im DDR-weiten Spieltrieb. Als 20-Jähriger gehörte er 1982/83 zum Aufgebot der Nachwuchsoberliga-Mannschaft der BSG Chemie Böhlen, bestritt aber in der Hinrunde der Saison als Einwechselspieler auch drei Punktspiele in der DDR-Oberliga. Als anschließend Böhlen aus der Oberliga absteigen musste, wurde Schneider für die DDR-Liga-Saison 1983/84 offiziell in den Kader der 1. Mannschaft als Mittelfeldspieler aufgenommen. Mit ihr absolvierte er aber nur zwei Ligaspiele und wurde im Übrigen weiter in der ehemaligen Nachwuchsmannschaft, die nach dem Abstieg als Böhlen II in der drittklassigen Bezirksliga Leipzig spielte, eingesetzt. Zur Saison 1984/85 wechselte Schneider zum Bezirksligisten Aktivist Espenhain.
Erst in der Saison 1988/89 tauchte Schneider wieder in der DDR-Liga auf, nun für den Aufsteiger BSG Aktivist Borna spielend. Nachdem er den Bornaern in der Vorsaison zur Bezirksmeisterschaft und zum Aufstieg verholfen hatte, gehörte er in der DDR-Liga mit 23 Einsätzen bei 34 Punktspielen zum Spielerstamm der Mannschaft. In dieser Saison erzielte er auch sein erstes Tor im höherklassigen Ligenbetrieb. Liganeuling Borna schaffte nicht den Klassenerhalt, sodass Schneider 1989/90 ein weiteres Jahr in der Bezirksliga verbringen musste. Dort konnte er sich erneut mit dem Bezirksmeistertitel schmücken und kehrte umgehend in die Zweitklassigkeit zurück. Da in Folge der politischen Wende von 1990 das System der Betriebssportgemeinschaften zusammengebrochen war, hatte sich die Bornaer BSG in den Bergbau-Sportverein Borna umgewandelt. Die ehemalige DDR-Liga wurde 1990/91 unter der Bezeichnung NOFV-Liga wie bisher in zwei Staffeln ausgetragen, allerdings mit nur jeweils 30 Punktspielen. In diesen Spielen kam Schneider in 26 Begegnungen zum Einsatz, in denen er diesmal auf zwei Tore kam. Nach Saisonende wurde die NOFV-Liga als Fußball-Oberliga Nordost fortgeführt, war aber nur noch drittklassig. Für den 31-jährigen Uwe Schneider war damit die Karriere im höherklassigen Fußball beendet. Er konnte auf drei DDR-Oberliga-Spiele (ohne Tor) und 51 Zweitligaspiele (drei Tore) zurückblicken.